# Tanytarsus pseudotenellulus
Tanytarsus pseudotenellulus är en tvåvingeart som beskrevs av Maurice Emile Marie Goetghebuer 1922. Tanytarsus pseudotenellulus ingår i släktet Tanytarsus och familjen fjädermyggor.
Artens utbredningsområde är Belgien. Inga underarter finns listade i Catalogue of Life.